# Черёмушки (Вологодская область)
Черёмушки — деревня в Верховажском районе Вологодской области.
Входит в состав Нижне-Важского сельского поселения (до 2015 года входила в Наумовское сельское поселение), с точки зрения административно-территориального деления — в Наумовский сельсовет.
Деревня Черёмушки зарегистрирована 28 июля 2000 года, 31 марта 2003 года название утверждено Правительством РФ.
По переписи 2002 года население — 48 человек (23 мужчины, 25 женщин). Преобладающая национальность — русские (98 %).